# 美國州際公路缺口列表
美國州際公路系統是一個綿密的公路網，公路本身或公路之間的連結非常完善。然而，目前仍有一些缺口存在。

## 未完工所產生的缺口
有些缺口是由於公路的某些路段尚未完工造成的。如果要接續同一條公路繼續往目的地行，必須繞行其他的聯絡道路。
- ：49號州際公路原为从路易斯安那州向北至阿肯色州南部，而2012年，自阿肯色州北部城市阿尔玛至密苏里州堪萨斯城的部分71号美国国道被列入49号州际公路。在阿肯色州中段未完工，从而产生了缺口。

- ：69號州際公路原本是由印第安納波利斯往東北行至密西根州休倫港，目前計畫往南延伸至德克薩斯州美墨邊界。2006年2月，密西西比州的部份路段通車。

- ：74號州際公路目前有四段，最早完工的路段由辛辛那提向西北至愛荷華州，另三段則位於北卡羅萊納州：

1. 由維吉尼亞州與北卡羅萊納州交界沿77號州際公路往南約5哩後向東南分出至52號美國國道。
2. 格林斯伯勒南方與73號州際公路共構路段。
3. 升級後的74號美國國道：自勞林堡往蘭伯頓，跨過95號州際公路至41號北卡州州道。

- ：95號州際公路在紐澤西州特倫頓附近的這個缺口可能最有名也最讓人困擾。往紐約市方向車流由南向北繞行特倫頓市區，在與美國國道1號交會後，公路編號變為295号州际公路 (特拉华州至新泽西州)向南行，若未注意，會回到費城，由I-295必須接上I-195往東才能接回I-95主線繼續往北。往費城方向車流向南過了賓夕法尼亞州與紐澤西州州界後，公路編號變為276（賓州收費公路），由於I-276和I-95的交流道仍在施工中，車輛必須繞行其他道路才能再回到I-95主線。等到該交流道完工之後（預計2014年），276號州際公路在I-95以東的路段將改編為95號連上原本I-95在紐澤西州的路段，現在的I-95在I-276以北的路段則改編為I-195。

- ：印第安納州和肯塔基州分別修築了265號州際公路，原本的計畫是將I-265興建成為路易維爾的外環線，但到目前二條公路隔俄亥俄河遙遙相望，並未相連。已有計畫興建橋樑連接這二個路段，預計2009年開工，2020年完成。[1]

## 人為因素產生的缺口
長久以來，屬芝加哥市管理的芝加哥天際公路一直被認為是90號州際公路的一部份，州際公路系統也將其納入。然而，在1999年芝加哥市決定不提出將這個路段納編為州際公路系統的申請（芝加哥天際公路亦未百分之百符合州際公路的標準）。芝加哥市將芝加哥天際公路上原本I-90的符號的上方全部加上（往）以資區別。但伊利諾州運輸部和聯邦公路管理局仍將此路段視為90號州際公路。

## 公路未達標準所產生的缺口
這類缺口產生的原因是公路上某些路段不符合州際公路的標準，但這些路段仍使用州際公路的編號。這類路段包括可開閉的吊橋（當船隻通過時，吊橋打開，車流停止），但不包括收費站、邊界管制站及農產品檢查站。

### 平面交叉口及紅綠燈
- ：70號州際公路在賓夕法尼亞州布里茲塢（英语：Breezewood, Pennsylvania）使用30號美國國道平面道路（約600呎）連接賓州收費公路共構部份與往馬里蘭州的路段。在賓州收費公路下30號美國國道的匝道與30號美國國道上70號州際公路東行線使用了紅綠燈管制車流[4]。
- ：78號州際公路在紐澤西州澤西市區使用12及14街連接紐澤西收費公路紐華克灣延伸段（英语：New Jersey Turnpike Newark Bay Extension）和通往紐約市的荷蘭隧道[5]。
- ：180號州際公路在懷俄明州夏延雖然已使用州際公路編號，但全線尚未升級至州際公路標準[6]。
- ：676號州際公路在費城使用平面道路北六街銜接往紐澤西州的本傑明·富蘭克林大橋西端[7]，原因是該區有重要的歷史建築。富蘭克林大橋並不符合州際公路的標準，但賓州運輸部（英语：Pennsylvania Department of Transportation）及新澤西州運輸部（英语：New Jersey Department of Transportation）仍將其視為I-676的一部份。
- ：690號州際公路在雪城路段在每年的全紐約州大市集時使用紅綠燈管制車輛，計12天。

### 二線道路段
93號州際公路通過新罕布夏州的弗蘭科尼亞山峽時僅設有二線道。由於對環境衝擊太大（部份原因是高速公路所帶來的震動會導致山中老人石有崩塌的危險，但山中老人石已於2003年崩落），原本四線道設計被迫放棄。在過去很長的一段時間裡，這個路段標記為3號美國國道往93號州際公路，但現在已經全部改為93號州際公路的藍色盾形標誌。聯邦在1973年准許此路段維持原設計但仍給予州際公路的地位。

## 輔助線與主線之間的缺口
州際公路的輔助線和主線有二種可能的方式交會：直接或透過同樣主線的另外一條輔助線相連（例如：加州的I-280是利用I-680接回I-80）。但仍有一些連接上的缺口：
- ：238號州際公路不符合編碼規則，州際公路系統中亦無38號存在。I-238連接加州舊金山灣區的I-580和I-880，依規則應編為I-80的輔助線。但當時在該地區已編有八條I-80輔助線，加州政府又不願使用唯一可用的编號180（理由是在100哩外的弗雷斯諾有180號加州州道，不用相同編號可避免駕駛人混淆），故使用升級前的编號238。目前，興建I-480的計畫已取消，故這個編號成為另一個可用的選擇。
- ：在紐約市裡的州際公路278號、478號、678號和878號均未和78號州際公路相連。78號州際公路計畫穿越紐約市分叉為二條公路後結束，但由於環境影響太大，原計畫取消，另外一個可能的做法是由I-278在紐澤西的終點向西北延伸至I-78和24號紐澤西州道交會點，如此這些公路都可以透過I-278和主線相連。
- ：在南卡羅萊納州斯巴坦堡的585號州際公路原本和85號州際公路是相連的，但自I-85改道後，I-585的終點改在585號州際公路商業線，目前利用176號美國國道當做聯絡道連上I-85。

## 其他
- ：這四條州際公路分為東西二段且相距遙遠，亦無後續計畫將其連接，當初使用相同編號的原因是當地的編號已用完，不得已而為之[來源請求]。這些公路看似有缺口存在，但實際上沒有。
- 有許多路段的路肩寬度或限高不符州際公路標準，在此不列入討論。
- 阿拉斯加州和波多黎各的標準不同，亦不列入討論。
- 有些系統交流道（州際公路交會點）並不符合標準，如在紐約州的I-84和I-87。這些交流道的改善計畫預計於2010年代中期陸續完工。
- 有些州際公路相交但沒有交流道，例如在芝加哥的I-57和I-294與在賓州的I-76和I-81。
- 輔助線經由另一條屬於同樣主線的輔助線與主線相連，這在編號系統裡是被允許的，如在加州的I-280、I-380、I-680、I-880和以及馬里蘭州的I-270和I-370。